# Silverton (Colorado)
Silverton és una població dels Estats Units, seu del comtat de San Juan, a l'estat de Colorado .

## Demografia
Segons el cens del 2000, Silverton tenia 531 habitants, 255 habitatges, i 149 famílies. La densitat de població era de 253,1 habitants per km².
Dels 255 habitatges en un 24,7% hi vivien nens de menys de 18 anys, en un 43,5% hi vivien parelles casades, en un 9,4% dones solteres, i en un 41,2% no eren unitats familiars. En el 36,9% dels habitatges hi vivien persones soles el 4,7% de les quals corresponia a persones de 65 anys o més que vivien soles. El nombre mitjà de persones vivint en cada habitatge era de 2,06 i el nombre mitjà de persones que vivien en cada família era de 2,63.
Per edats la població es repartia de la següent manera: un 20,7% tenia menys de 18 anys, un 4% entre 18 i 24, un 28,4% entre 25 i 44, un 39,9% de 45 a 60 i un 7% 65 anys o més.
L'edat mediana era de 44 anys. Per cada 100 dones de 18 o més anys hi havia 110,5 homes.
La renda mediana per habitatge era de 30.486 $ i la renda mediana per família de 39.375 $. Els homes tenien una renda mediana de 30.588 $ mentre que les dones 19.886 $. La renda per capita de la població era de 16.839 $. Entorn del 14% de les famílies i el 21,6% de la població estaven per davall del llindar de pobresa.

## Poblacions properes
El següent diagrama mostra les poblacions més properes.